# Anambasius
Anambasius is een geslacht van hooiwagens uit de familie Trionyxellidae.
De wetenschappelijke naam Anambasius is voor het eerst geldig gepubliceerd door Roewer in 1940. 

## Soorten
Anambasius is monotypisch en omvat slechts de volgende soort:
- Anambasius proprius